# جيرالد مايهيو
جيرالد مايهيو (بالإنجليزية: Gerald Mayhew)‏ هو لاعب هوكي الجليد أمريكي، ولد في 31 ديسمبر 1992.